# Biblioteca de la Universidad de Las Palmas de Gran Canaria
La Biblioteca de la Universidad de Las Palmas de Gran Canaria (ULPGC) es un centro de recursos para el aprendizaje, la docencia, la investigación y las actividades relacionadas con el funcionamiento y la gestión de la Universidad en su conjunto.

## Historia
En 1989 el Parlamento de Canarias aprobó la Ley de Reorganización universitaria de Canarias, que contemplaba la creación de la Universidad de Las Palmas de Gran Canaria y la readscripción de los Centros por provincias según su ubicación (Ley 5/1989 de 4 de mayo de Reorganización Universitaria de Canarias),
La Ley Orgánica 6/2001 de Universidades incidió en la organización de la ULPGC que elaboró un nuevo Estatuto, aprobado por Decreto 30/2003, en el que se refleja el nuevo modelo educativo y una nueva Biblioteca Universitaria. Como desarrollo del Estatuto, la Biblioteca se dotó de un Reglamento, aprobado por el Consejo de Gobierno el 27 de noviembre de 2003. El Reglamento desarrolla la estructura de la Biblioteca Universitaria desde el punto de vista funcional así como los órganos de gobierno, personales y colegiados.
El edificio de la Biblioteca Universitaria fue proyectado y construido por el arquitecto madrileño Luis Martínez Santa-María entre los años 1992 y 1996. La obra obtuvo el Premio Manuel Oraa y Arcocha del Colegio de Arquitectos de Canarias en 1998.

## Estructura
La Biblioteca Universitaria es una unidad funcional con una dirección y coordinación técnica única, y está integrada por los servicios técnicos centralizados, la Biblioteca General y las bibliotecas temáticas. En total se estructura en 11 puntos de servicios (número de bibliotecas) distribuidas en cuatro campus, con una superficie de 12.196 metros cuadrados.
El Archivo de la Universidad contiene los documentos de cualquier época generados, conservados o reunidos por cualquiera de los órganos y servicios (departamentos, facultades, escuelas, etc.) de la Universidad de Las Palmas de Gran Canaria. También se incluyen las donaciones que así se determinen.

## Fondos

### Fondo impreso
A través de los servicios técnicos centralizados se coordina la actividad de la Biblioteca de la ULPGC y centralizan las tareas técnicas entre bibliotecas. En 2012 el fondo impreso constaba de unas 709.356 monografías, 7.593 publicaciones periódicas y 54.664 entre mapas, fotografías, microformas, registros sonoros, CD-ROMs, videos y DVD. En 2013 la colección impresa era de 504.212 documentos.
En cuanto al fondo antiguo la Biblioteca recopila 35 manuscritos, 1 incunable, 400 documentos impresos de los años 1501 a 1800 y 2.033 impresos de 1801 a 1900. Entre las colecciones impresas se encuentran la Biblioteca Musicológica Lothar Siemens y la producción lírica de Saulo Torón.
En 2012 se ha incorporado el fondo bibliográfico del Centro de Planificación Ambiental de las Palmas de Gran Canaria (CEPLAM) formado por unos 5.000 ejemplares y de temática variada: Geología, Geografía, Parques Nacionales, Legislación ambiental y en especial temática de Canarias respecto a Espacios protegidos, Flora, Fauna y Ecología.
En 2013 Mario Hernández Bueno, periodista especializado en gastronomía y técnico de empresas y actividades turísticas, ha donado a la Universidad 1.865 documentos sobre gastronomía, cocina internacional, turismo y hostelería y Francisco Morales Padrón ha donado 755 documentos de temática histórica que trata sobre las relaciones entre España y América Latina, especialmente, el papel desempeñado por Andalucía y Canarias.

### Fondo digital
En 2012 los usuarios autenticados en la Universidad de Las Palmas tienen el acceso a 138 bases de datos, 35.209 revistas electrónicas y 811.420 libros electrónicos. En 2013 se cuenta con el acceso a 41.180 revistas electrónicas, 835.053 libros electrónicos, 2.211 de prensa, 238 documentos de referencia y 23.162 títulos de conferencias y normas.
Entre las colecciones digitales de temática y tipología documental variada se encuentran:
- El repositorio instucional AccedaCris[5] con los documentos científicos de la ULPGC.

- La Memoria Digital de Canarias (mdC- 2003) integrado por diferentes archivos donados por investigadores canarios.

- El archivo de prensa Jable[6] (iniciado en 1996) contenido digitalizado de prensa, boletines, revistas y diversas publicaciones realizadas en Canarias y de autores canarios.

- El archivo gráfico institucional[7] (creado en 1989) recoge fotografías, situaciones y personajes.
- La Toponimia de las Islas Canarias[8] (publicada en 2016 con la tecnología Omeka) recoge los topónimos de la tradición oral en las Islas Canarias, investigados por los profesores Maximiano Trapero y Eladio Santana Martel.

Para mostrar los contenidos audiovisuales tanto de Acceda como de mdC se ha creado la herramienta BUStreaming basado en el formato HTML5 y con acceso en modo streaming.

## Servicios de la Biblioteca a través de herramientas 2.0
La biblioteca forma parte del grupo de trabajo de la línea 3: Potenciar el desarrollo y el uso de la biblioteca digital 2.0, internet y las redes sociales, que se encuentra dentro de línea estratégica de REBIUN 2020. De esta manera, se han incorporado diversas herramientas 2.0 que facilitan la cooperación entre el estudiante y el profesor tales como: Facebook, Youtube , Twitter , Pinterest , Issuu , Flickr , Spotify, Instagram y los blogs de las diferentes bibliotecas temáticas.